# Genetik
Genetik er studiet af biologisk arv og arvelighedens mekanismer.
Generne er enhederne for den biologiske arv. Generne befinder sig på kromosomerne og består af information kodet i DNA. Mennesket har normalt 46 kromosomer i hver celle, heraf 2 kønskromosomer, samt 23 par homologe kromosomer heraf (22 par) homologe autosomer. Mænd har kønskromosomerne XY og kvinder har XX.[kilde mangler]
Summen af en organismes genetiske information kaldes genotypen. Den genetiske information bæres af arvemassen eller genomet. Summen af organismens karakteristika kaldes fænotypen. Fænotypen bestemmes dels af genotypen, dels af ydre årsager. Menneskets komplette genom kendes i stor detalje - det består af sekvenser af i alt 3,2 milliarder DNA-basepar.
Mange geners funktion kendes i stor detalje og forklares biokemisk, jf. proteinsyntese. Nogle gener er recessive, mens andre er dominante. Gener for et bestemt karaktertræk findes i genotypen i par. Fosteret har fået et gen for denne egenskab fra hver af sine forældre. Et klassisk eksempel er brune og blå øjne. Anlægget for brune øjne, B, er dominant, mens anlægget for blå øjne, b, er recessivt. En person der har Bb eller BB i genotypen vil have brune øjne, mens det kun er personer med bb, der får blå øjne. Det betyder således, at hvis den ene forælder har genotypen Bb, og den anden forælder har genotypen bb, så vil sandsynligheden for, at man får et barn med brune øjne være 50%. Hvis den ene forælder derimod har genotypen BB, så vil der være 100% sandsynlighed for at afkommet har brune øjne. Ligeledes hvis begge forældre har genotypen Bb, så vil det medføre 75% sandsynlighed for at børnene i næste generation har brune øjne. Det kan anskueliggøres ved et Punnett Square diagram.
XY-sammensætningen gør mænd sårbare overfor visse arvelige sygdomme, der sidder på X-kromosomet, f.eks. farveblindhed. Dette anlæg er recessivt, hvormed det ikke vil komme til udtryk i fænotypen, hvis der er et tilsvarende raskt gen til stede. Kvinder skal altså have to gener, der koder for farveblindhed før det udtrykker sig fænotypisk. Omvendt skal mænd kun have et.
Selv om genetisk arv ofte lyder meget definitivt, gælder det for nogle anlæg, f.eks. nogle arvelige sygdomme, at bærere af genotypen kun under ganske bestemte miljømæssige omstændigheder adskiller sig i fænotypen.
Både human og almen genetik har konsekvenser for følelsesladede emner med politiske og etiske implikationer, idet den større viden om emnet efterhånden sætter os mere i stand til at manipulere og forme naturen og menneskets krop.
En genetiker er en person, der arbejder inden for arvelighedsforskning.
Genetikere søger bl.a. at fastslå, præcis hvilke dele af arvemassen det er, som:
- styrer dannelsen af bestemte proteiner (f.eks. hæmoglobin)
- regulerer vækst og udvikling hos det unge individ (f.eks. dannelse af øjne)
- rummer anlæg for bestemte adfærdsmønstre (f.eks. barnets gangrefleks)

Endvidere arbejder de med rådgivning af familier med arvelige sygdomme, for eksempel med sandsynligheder for at få raske eller syge børn.
På dansk giver Peter K. A. Jensen og Søren Nørby en introduktion til den medicinske og kliniske genetik i bogen Medicinsk genetik.

## Genetikkens Historie
Der har længe været erkendt, at beslægtede individer tenderer til at ligne hinanden mere, end ubeslægtede individer gør. Det var dog først i slutningen af de 19. århundrede, at en videnskabelig basis for denne observation blev udviklet. Væsentlige for udviklingen var ikke mindst Charles Darwins fætter Sir Francis Galton og den tysk-tjekkiske munk Gregor Mendel.

### Gregor Mendel
Gregor Mendel formulerede på basis af studier af nedarvningen af variation i ærter sine to brømte mendelske love. Mendels første lov giver en systematisk beskrivelse af nedarvningen af egenskaber fra forældre til afkom. Lovens beskrivelse er udtømmende for autosomalt nedarvede egenskaber, hvor al variationen forklares ved et enkelt gen. Mendels anden lov beskriver nedarvningen i situationer, hvor variationen forklares ved variation i to autosomale gener, som ikke er koblede. Mendels love udgjorde en vigtig manglende brik i Charles Darwins forståelse af bevarelse af variation.
Betydningen af Mendels arbejde blev ikke erkendt i hans samtid. I 1901 genopdagede flere forskere samtidigt Mendels arbejde og erkendte dets afgørende betydning.

### Francis Galton
Sir Francis Galton opstillede matematiske modeller for nedarvningen af egenskaber hos mennesker.

### Ronald A. Fisher
Sir Ronald Fisher forenede Galtons og Mendels teorier og gav en sammenhængende beskrivelse af nedarvingen af metriske (eller kvantitative) egenskaber og for samspillet mellem genetiske og miljømæssige påvirkninger. Fishers arbejde med genetik tilvejebragte grundlaget for en stor del af den moderne genetik og ydede afgørende bidrag til udviklingen af den moderne statistik.

### Sutton og Boveri
Omkring 1902 beviste forskerne Walter Sutton og Charles Boveri, at den genetiske information bæres af kromosomer. De observede, at der var forbundet anomalier med afvigelser i kromosomsættene hos henholdsvis søpindsvin og græshopper. Teorien betegnes Sutton-Boveri kromosomteorien. Eleanor Carothers påviste i 1913, at kromosomer opfylder de lovmæssigheder, som kræves, for at de kan være bærere af mendelske gener.

### JBS Haldane
John Burdon Sanderson Haldane opstillede i 1919 en model for nedarvningen af gener, som var koblede. Hans navn er ikke mindst knyttet til Haldanes kortfunktion, som giver en forbindelse mellem placeringen af gener på kromosomer og genernes nedarvning.

### Avery–MacLeod–McCarty eksperimentet
I 1943 opdagede Avery og hans samarbejdspartnere, at arvelige egenskaber kunne overføres mellem bakteriestammer ved hjælp af DNA. Dette viste, at arvelig information kan bæres af DNA. Dette var en overraskelse for samtiden. Man havde indtil da troet, at den genetiske information blev båret af proteiner. Forsøget var kulminationen på mange års arbejde, som var indledt, da Frederick Griffith i 1928 opdagede, at ekstrakter af visse sygdomsfremkaldende bakterier kunne gøre hidtil ikke-sygdomsfremkaldende bakerier til sygdomsfremkaldende bakterier, og at denne overførsel var arvelig.

## Genetikkens Discipliner
Genetik deles som fag i en række underdiscipliner.

### Molekylærgenetik
Molekylærgenetik beskriver de molekylære mekanismer, som er involveret i at videregive den genetiske information fra modercelle til datterceller - og dermed indirekte fra forældre til afkom. Molekylærgenetik beskriver også vedligeholdelsen af den genetiske information, herunder også reparation af spontane skader i cellens DNA.

### Transmissionsgenetik
Transmissionsgenetikken beskriver nedarvningen af egenskaber fra forældre til afkom. Den beskæftiger sig også med sammenhæng mellem nedarvningen af forskellige gener og mellem forskellige egenskaber. Kvantiativ genetik er den del af transmissionsgenetikken, som beskriver nedarvningen af egenskaber, som er metriske, dvs., at individer ikke falder i klart adskilte klasser. Nedarvningen af højde hos mennesker er et eksempel på en kvantitativ egenskab. De fleste kvantitative egenskaber påvirkes af genotypen i mange gener foruden miljøet.

### Populationsgenetik
Populationsgenetik beskriver udviklingen af populationers genetiske sammensætning som følge af naturlig selektion, migration, mutation, tilfældige forandringer og andre mekanismer, som forårsager ændringer i populationers genetiske sammensætning over tid. Populationsgenetik spiller en rolle for både evolutionslæren og for forædling af både dyr og planter.